# Dresdner Margarinewerk

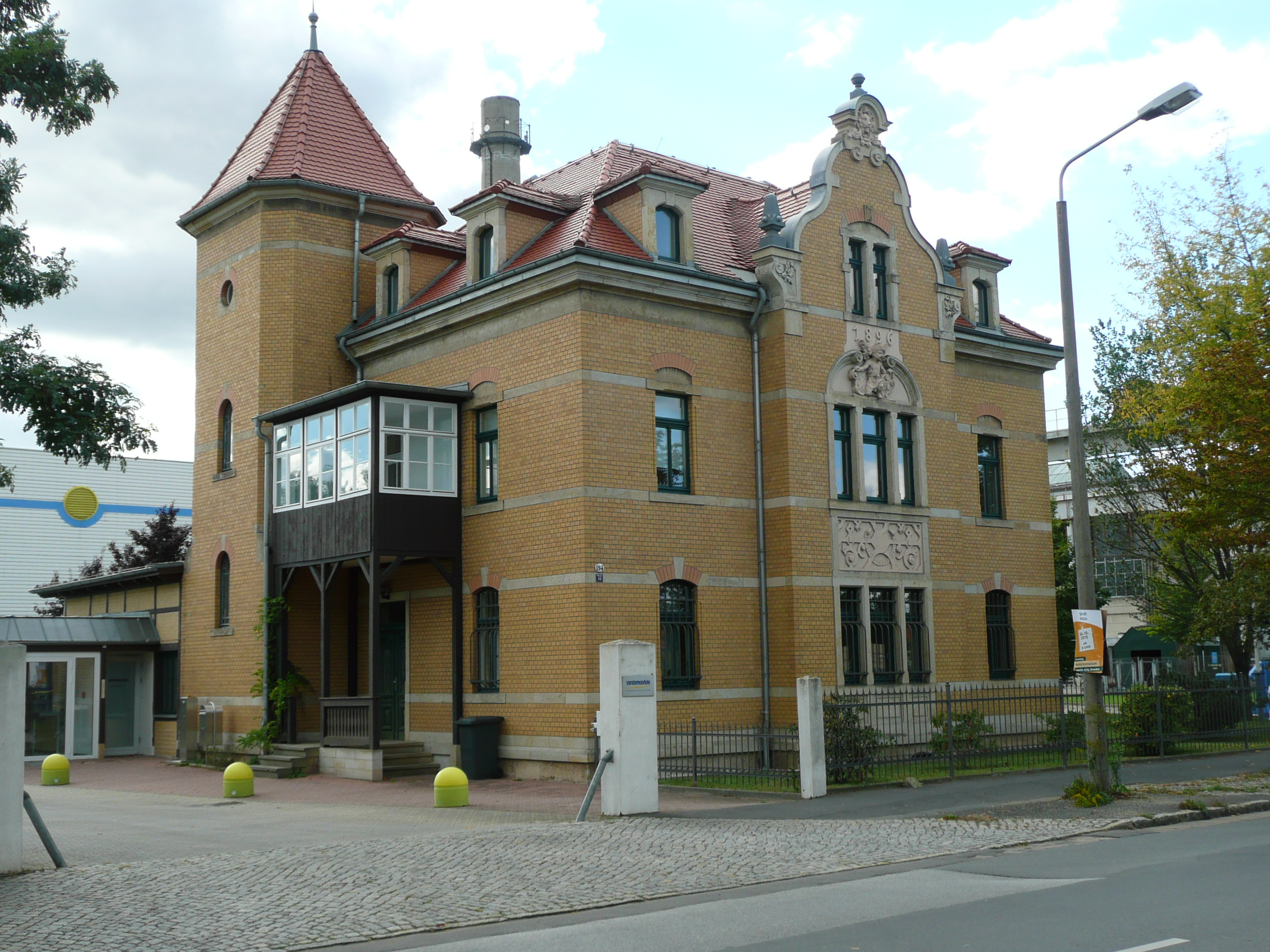
Fabrikantenvilla und Einfahrt zum Dresdner Margarinewerk

Das Dresdner Margarinewerk ist ein Lebensmittel-Industriebetrieb im Dresdner Stadtteil Leuben und gehört zum belgischen Vandemoortele-Konzern.

## Geschichte
Hervorgegangen aus zwei Firmen wurde 1921 die „Vereinigte Fettstoffläger Petzoldt & Schliephacke und Georg Münch G.m.b.H.“ im Firmenregister eingetragen, die im gleichen Jahr zur „Vereinigten Fettstoff-Import-Fabrikations- und Handelsgesellschaft m.b.H.“ umgebildet und danach in „Vereinigte Fettstoff-Aktiengesellschaft (AG)“ umbenannt wurde. Die Firma betrieb auch die Einfuhr amerikanischer Schlachtprodukte sowie ab 1922 eine Kunstspeisefett- und Margarinefabrikation, ebenfalls zuerst in der Nähe des Schlachthofes (Schlachthofring 3), im gleichen Jahr auch in der Fabrik Leuben in der damaligen Pirnaischen Straße 64, heute Pirnaer Landstraße 194. Geschäftsführer dieser Firma waren Friedrich Carl Gatzweiler und Franz Leopold Franke. Unter der Hausnummer 194 existiert noch heute die ehemalige Fabrikantenvilla des Margarinewerkes, die Fabrik selbst befand sich anfangs lediglich in einem Hintergebäude.
Nach 1945 wurde die Firma als Volkseigener Betrieb verstaatlicht. Ab 1965 übernahm die Politikerin der Sozialistischen Einheitspartei Deutschlands (SED) und Vorsitzende des Bezirksvorstandes Dresden des Demokratischen Frauenbundes Deutschlands (DFD), Gerda Darnstädt, die Werkleitung des VEB Margarinewerkes Dresden. Der Betrieb gehörte in den 1980er Jahren zum Volkseigenen Kombinat Öl und Margarine Magdeburg.
Als „Volkseigener Betrieb“ bestand das Werk bis 1990 und fiel nach der Wiedervereinigung zunächst an die Treuhandanstalt. Zu jener Zeit beschäftigte das Werk ca. 60 Mitarbeiter. Die Treuhandanstalt wiederum verkaufte das Margarinewerk 1991 an den belgischen Nahrungsmittelkonzern Vandemoortele. Mit einem umfassenden Modernisierungsprogramm und einem Investitionsvolumen von über 23 Millionen Euro wurde das Werk auf den aktuellen Stand der Technik gebracht.
In der Höchstphase nach 1990 hatte der Betrieb 1997 125 Mitarbeiter, die mehr als 70.000 Tonnen Margarine und Fette produzierten. Nach der ab 1997 einsetzenden Verminderung des Exportgeschäftes und der damit notwendigen Reorganisation, u. a. in Zusammenarbeit mit der TU Dresden war das Margarinewerk eine der modernsten Produktionsstätten von Margarine in Europa. 2004 wurde mit der Berufsausbildung zu Fachkräften für Lebensmitteltechnik im Dresdner Werk begonnen.
2018 wurde eine Werkserweiterung fertiggestellt. Im Werk Dresden werden aktuell etwa 90 Mitarbeiter beschäftigt. Produziert werden neben Eigenmarken verschiedener Lebensmittelketten auch weiterhin die seit DDR-Zeiten beliebten Margarinewürfel „Marina“, „Sana“ und „Sonja“.